# Demi-Sec
Demi-sec is een Franse aanduiding voor wijn en cider die letterlijk vertaald kan worden met halfdroog. Demi-sec wordt gebruikt voor dranken die zoeter zijn dan droge wijn, in het Frans sec genoemd, maar minder zoet zijn dan doux of moelleux. 
Champagne wordt na de dégorgement gezoet met suiker of rietsuiker die in de liqueur d'expédition is opgelost. Die "dosage" wordt uitgedrukt in grammen suiker per liter. Demi-Sec duidt op een dosage van minder dan 50 gram en meer dan 35 gram per liter.